# Заходник, Леонид Давыдович
Леонид Давыдович Заходник (латыш. Leonīds Zahodņiks; 3 апреля 1912 — октябрь 1988) — советский и латвийский певец (лирический тенор) и вокальный педагог. Заслуженный артист Латвийской ССР (1943).

## Биография
Леонид Заходник родился 3 апреля 1912 года в Витебской губернии Российской империи.
Учился в Латвийской консерватории у П. Саксса (1929—1931) и в Милане (Италия, 1934—1936). Был солистом Латвийской Национальной оперы (Театра оперы и балета Латвийской ССР, 1936—1941 и 1944—1947), Государственного художественного ансамбля Латвийской ССР (1942—1944), Латвийской государственной филармонии (1947—1962), вокальным педагогом (1963—1985).
Наиболее известен по роли Фауста в одноимённой опере Шарля Гуно (1936), роли Альфреда в «Травиате» (1936) и Герцога в «Риголетто» (1937) Джузеппе Верди, а также Ленского в опере Петра Ильича Чайковского «Евгений Онегин» (1940).
Среди учеников Леонида Давыдовича Заходника латвийские исполнители: Виктор Лапченок, Жорж Сиксна, Лайма Вайкуле.
Заслуженный артист Латвийской ССР (1943).